# Dawsonia
Dawsonia is de botanische naam van een geslacht van mossen uit de familie Polytrichaceae. Het zijn mossen uit tropische streken van Australië en Zuidoost-Azië.
Het zijn over het algemeen vrij grote, stevige mossen, die zelfs tot langer dan 60 cm kunnen worden en daarmee als de grootste mossen ter wereld worden beschouwd.

## Naamgeving enetymologie
De botanische naam Dawsonia is een eerbetoon aan de Engelse botanicus Dawson Turner (1775-1858).

## Kenmerken
Dawsonia-soorten zijn topkapselmossen die dankzij hun sterk gedifferentieerde stengel, een protostele met een primitieve vorm van xyleem en floëem, voor een mos zeer groot kunnen worden, tot zelfs 60 cm.
De gametofyt (de groene mosplant) heeft, buiten zijn grootte, de karakteristieke vorm van een lid van de familie Polytrichaceae. De sporofyt heeft een dorsoventraal afgeplat sporenkapsel, met een peristoom met haarachtige tanden. De sporen zijn 6-10 µm groot en behoren daarmee onder de kleinste mossporen. Ze worden verspreid door de regen: regendruppels die op de vlakke bovenkant van het sporenkapsel vallen, lanceren de sporen door het peristoom naar buiten.

## Habitaten verspreiding
Dawsonia-soorten zijn terrestrische planten uit uiteenlopende biotopen, met als verspreidingsgebied Australië en Zuidoost-Azië. Hun levenswijze komt overeen met die van de verwante haarmossen (Polytrichum) uit Europa.

## Soortenlijst
Dawsonia omvat elf soorten:
- D. beccarii Brotherus & Geheeb (1896)
- D. gigantea C. Müller ex Schliephacke & Geheeb (1896)
- D. grandis Schliephacke & Geheeb (1896)
- D. insignis Lorch (1931)
- D. lativaginata Wijk (1957)
- D. longifolia (Bruch & Schimp.) Zanten (1977)
- D. longiseta Hampe (1860)
- D. papuana F. Muell. ex Schliephacke & Geheeb (1998)
- D. polytrichoides R.Br.
- D. pullei Fleischer & Reimers (1929)
- D. superba Grev. (1979)

## Fylogenie
Op grond van morfologische kenmerken kan de volgende fylogenetische indeling worden opgesteld::p. 6-9; Plate XI
- Dawsonia
  - sectie Dawsonia
    - D. polytrichoides
    -  D. longiseta

  -  sectie Superbae
    - (crenate complex)
      - 
        - D. beccarii
        - 
          - D. longivaginata
          -  D. limbata

      -  D. lativaginata

    -  (ecrenate complex)
      - 
        - D. superba
        -  D. pulchra

      - 
        - D. gigantea
        -  D. grandis

Orde Polytrichales 

Familie Polytrichaceae (haarmosfamilie)

Geslachten:
Alophosia · 
Atrichopsis · 
Atrichum (rimpelmos) · 
Bartramiopsis · 
Dawsonia · 
Dendroligotrichum · 
Hebantia · 
Itatiella · 
Lyellia · 
Meiotrichum · 
Notoligotrichum · 
Oligotrichum · 
Plagioracelopus · 
Pogonatum (viltmuts) · 
Polytrichadelphus · 
Polytrichastrum · 
Polytrichum (haarmos) · 
Pseudatrichum · 
Psilopilum · 
Steereobryon